# Karlsvik
Karlsvik es una localidad perteneciente al municipio de Luleå, condado de Norbotnia, provincia de Norbotnia, Suecia.

## Superficie
Cuenta con una superficie de 0,3300 kilómetros cuadrados.

## Demografía
Hasta 2020 la población era de 232 habitantes, con una densidad de población de 703,0 habitantes por kilómetro cuadrado. Con una estructura demográfica conformada por 126 hombres que representan el 54,3% y 106 mujeres para un 45,7% de la población total. De estos, el 27,6% corresponden a menores de edad y personas de 0-19 años, 59,1% a personas entre 20-64 años y el 13,4% a personas de 65 o más años.
| Gráfica de evolución demográfica de Karlsvik entre 1995 y 2020 |
|                                                                |
| Datos según la Oficina Central de Estadísticas de Suecia.      |